# 개야도
개야도(開也島)는 군산항의 입구 북쪽에 위치한 섬으로, 금강 하구로부터 서쪽으로 9km, 군산항 연안여객선터미널 출항지에서 서쪽으로 22km 거리에 있다. 인근의 작은 섬들로는 죽도, 역경도, 악도, 쥐섬 등이 있다. 면적은 2.17km2이고, 해안선 길이는 6km이다. 인구는 2010년 기준으로 총 948명(남 511명, 여 437명)이며 총 300여 세대가 거주한다.

## 역사·문화
높은 봉우리가 없고 구릉으로 이루어져 마치 이끼가 피어나는 모양과 흡사하다고 하여 개야도라 하였다고 전해진다. 육지와 가깝고 논밭이 넓어 누구나 섬에 들어오면 잘 살 수 있다는 뜻에서 개야도라 한 것이 유래라고도 한다. 조선시대에는 개야소도(開也召島)라 하여 충청남도 서천군에 속하였으나, 1914년 행정구역 통폐합으로 전라북도 옥구군 미면에 편입되었다가 1995년 군산시와 옥구군의 통합으로 군산시에 속하게 되었다. 본래 섬의 동쪽에 간석지로 이루어진 넓은 만(灣)이 있었으나, 간척으로 농경지가 되었고 현재 서해의 다른 섬에 비해서 경지율이 높은 편이다.
개야도는 군산의 도서지역에서는 유일하게 당산제(堂山祭)를 보존·전승하고 있는 섬이다. 대보름 당일인 15일에 개야도 당산제가 개야도 포구 및 당산 일원에서 개최된다. 이러한 문화적 저력은 개야도의 경제적 풍요를 바탕으로 하며 특히 당산제가 섬의 젊은이들에게 의해서 보존되고 있다는 데서 그 의미가 크다.

## 시설
작은 항구인 개야도항이 위치해 있으며, 교육시설로는 개야도초등학교가 있다.

## 같이 보기
- 옥도
- 군산항